# Michael Reaves

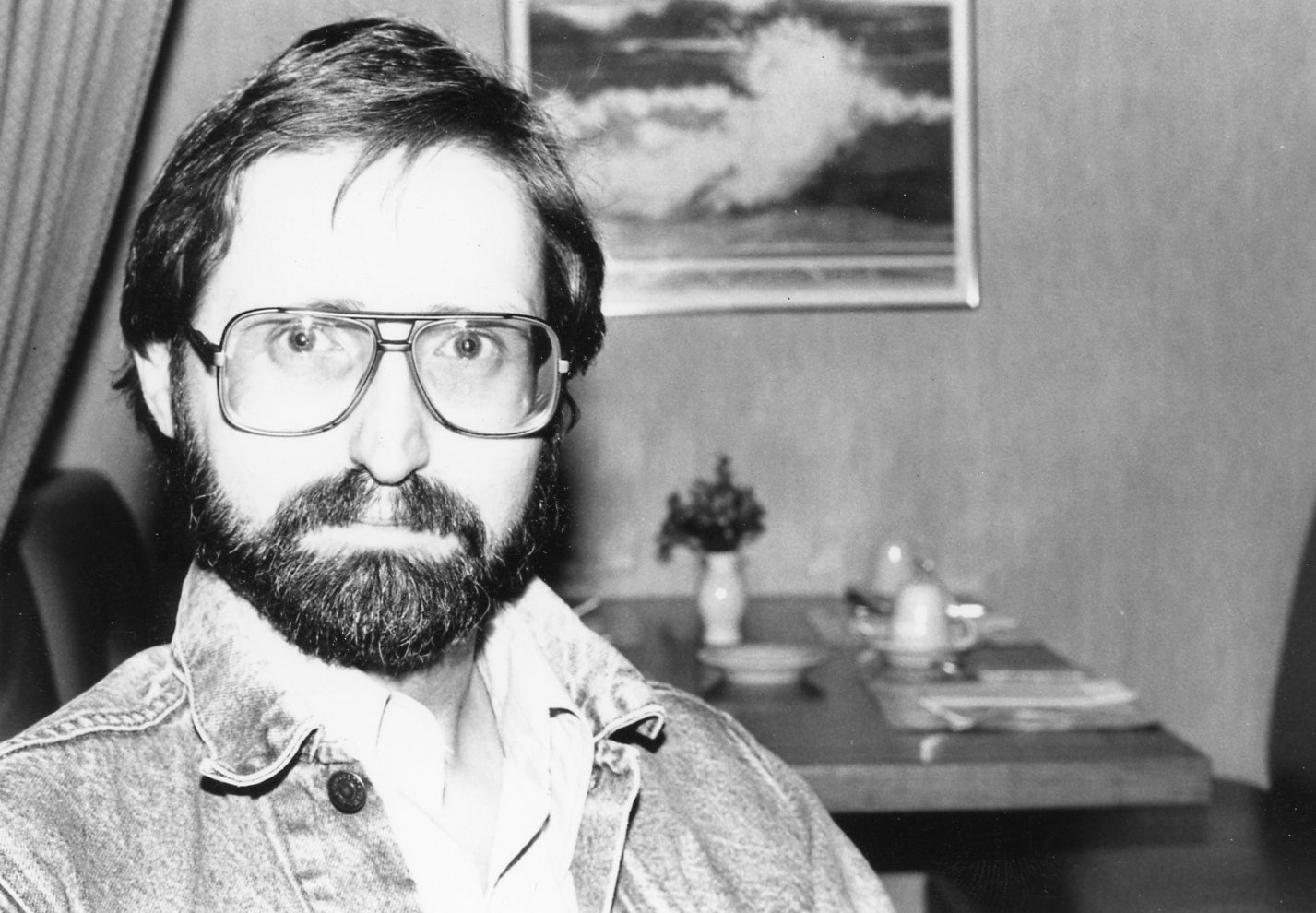
Michael Reaves (1991)

James Michael Reaves (* 14. September 1950 in San Bernardino, Kalifornien; † 20. März 2023 in Los Angeles, Kalifornien) war ein US-amerikanischer Drehbuchautor, überwiegend bei Zeichentrickserien, sowie Romanautor.
Michael Reaves begann Mitte der 1970er Jahre das Schreiben von Fantasy- und Science-Fiction-Romanen. Bekanntere Werke von ihm waren Bücher aus dem Star-Wars-Universum. Zur gleichen Zeit entstanden zahlreiche Drehbücher für Zeichentrickserien, darunter Batman und Gargoyles.
Er starb im März 2023 im Alter von 72 Jahren an den Folgen der Parkinson-Krankheit.

## Bibliografie (Auswahl)

### InterWorld
- InterWorld, HarperCollins 2007, ISBN 978-0-06-123897-0 (mit Neil Gaiman)
  - Interworld, Arena 2009, ISBN 978-3-401-50130-7
- The Silver Dream, HarperTeen 2013, ISBN 978-0-06-206796-8 (mit Mallory Reaves)
- Eternity's Wheel, HarperCollins Children’s Books 2015, ISBN 978-0-00-758195-5 (mit Mallory Reaves)

### Shattered World
- The Shattered World, Timescape Books 1984, ISBN 0-671-49943-2 (als J. Michael Reaves)
  - Zerschmetterte Welt, Heyne 1987, Übersetzer Walter Brumm, ISBN 3-453-31385-2
- The Burning Realm, Baen 1988, ISBN 0-671-65386-5 (als J. Michael Reaves)

### The Trine
- Hell on Earth, Del Rey / Ballantine 2001, ISBN 0-345-42335-6
- Mr. Twilight, Del Rey / Ballantine 2006, ISBN 0-345-42338-0 (mit Maya Kaathryn Bohnhoff)

### Star Wars

#### Coruscant Nights
- Jedi Twilight, Del Rey / Ballantine 2008, ISBN 978-0-345-47750-7
  - Im Zwielicht, Panini 2014, Übersetzer Andreas Kasprzak, ISBN 978-3-8332-2906-0
- Street of Shadows, Del Rey / Ballantine 2008, ISBN 978-0-345-47754-5
  - Straße der Schatten, Panini 2015, Übersetzer Andreas Kasprzak, ISBN 978-3-8332-2983-1
- Patterns of Force, Arrow Books 2009, ISBN 978-0-09-949213-9
  - Schablonen der Macht, Panini 2015, Übersetzer Andreas Kasprzak, ISBN 978-3-8332-2984-8
- The Last Jedi, LucasBooks 2013, ISBN 978-0-345-53896-3 (mit Maya Kaathryn Bohnhoff)
  - Der letzte Jedi-Ritter, Blanvalet 2014, Übersetzer Andreas Kasprzak, ISBN 978-3-442-26959-4

#### Darth Maul
- Shadow Hunter, Del Rey / Ballantine 2001, ISBN 0-345-43539-7
  - Darth Maul: Der Schattenjäger, Blanvalet 2002, Übersetzerin Regina Winter, ISBN 3-442-35592-3
- Shadow Games, LucasBooks 2011, ISBN 978-0-345-53280-0 (mit Maya Kaathryn Bohnhoff)
  - Shadow Games – Im Schatten, Panini 2015, Übersetzer Tobias Toneguzzo & Andreas Kasprzak, ISBN 978-3-8332-3158-2

### Classic
- Death Star, Del Rey / Ballantine 2007, ISBN 978-0-345-47742-2 (mit Steve Perry)
  - Die Macht des Todessterns, Blanvalet 2008, Übersetzer Andreas Kasprzak, ISBN 978-3-442-26566-4

### Clone Wars
- Battle Surgeons, Del Rey / Ballantine 2004, ISBN 0-345-46310-2 (mit Steve Perry)
  - Unter Feuer, Blanvalet 2011, Übersetzer Andreas Kasprzak, ISBN 978-3-442-26811-5
- Jedi Healer, Del Rey / Ballantine 2004, ISBN 0-345-46311-0 (mit Steve Perry)
  - Jedi-Heilerin, Blanvalet 2011, Übersetzer Andreas Kasprzak, ISBN 978-3-442-26815-3

### Weitere Romane
- I - - Alien, Tempo Star / Ace 1978, ISBN 0-441-35495-5 (als J. Michael Reaves)
- Dragonworld, Bantam Books 1979, ISBN 0-553-01077-8 (als J. Michael Reaves)
  - Drachenland,  Marion-von-Schröder-Verlag	1985, Übersetzerin  Karin Polz, ISBN 3-547-77587-6
- Sword of the Samurai, Bantam Books 1984, ISBN 0-553-24052-8 (mit Steve Perry)
  - Das Schwert des Samurai, Franckh 1985, Übersetzerin Sabine Reinhardt-Jost, ISBN 3-440-05475-6
- Hellstar, Berkley Books 1984, ISBN 0-425-07297-5 (mit Steve Perry)
- Dome, Berkley Books 1987, ISBN 0-425-09560-6 (mit Steve Perry)
- The Omega Cage, Ace Books 1988, ISBN 0-441-62382-4 (mit Steve Perry)
- Street Magic, Tor 1991, ISBN 0-312-85125-1
- Night Hunter, Tor 1995, ISBN 0-312-85318-1
- Shadows over Baker Street
- Thong the Barbarian Meets the Cycle Sluts of Saturn, Donald Ahlquist Publications 1998 (mit Steve Perry)
- Voodoo Child, Tor 1998, ISBN 0-312-85608-3
- Batman: Fear Itself, Del Rey / Ballantine 2007, ISBN 0-345-47943-2 (mit Steven-Elliot Altman)

## Filmografie (Auswahl)
- 1984–1985: Dungeons & Dragons (Zeichentrickserie, 7 Folgen)
- 1986: Die Ewoks (Star Wars: Ewoks, Zeichentrickserie, 2 Folgen)
- 1986: Teen Wolf (Zeichentrickserie, 2 Folgen)
- 1986–1990: The Real Ghostbusters (Zeichentrickserie, 15 Folgen)
- 1988–1990: Teenage Mutant Hero Turtles (Zeichentrickserie, 19 Folgen)
- 1992–1995: Batman (Zeichentrickserie, 28 Folgen)
- 1994–1996: Gargoyles – Auf den Schwingen der Gerechtigkeit (Gargoyles, Zeichentrickserie, 22 Folgen)
- 2003: Batman – Rätsel um Batwoman (Batman: Mystery of the Batwoman, Zeichentrickfilm)

## Einzelnachweis
1. ↑  Christopher Chiu-Tabet: Michael Reaves, TV, Prose and Comics Writer, Dead at 72. In: multiversitycomics.com. 23. März 2023, abgerufen am 23. März 2023 (amerikanisches Englisch).